# Ramularia taraxaci

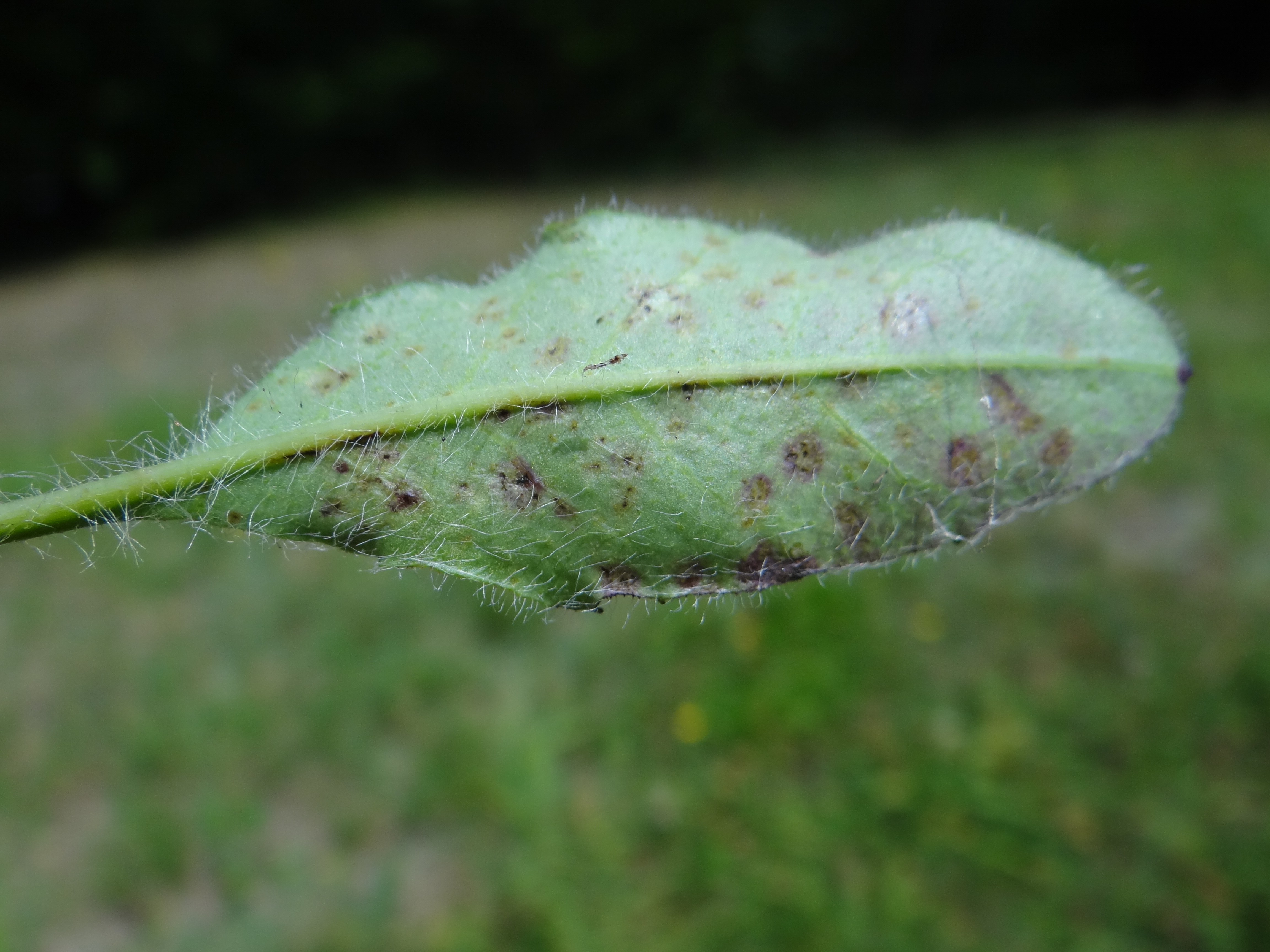
Plamy wywołane przez Ramularia taraxaci na dolnej stronie liścia jastrzębca

Ramularia taraxaci P. Karst. – gatunek grzybów z klasy Dothideomycetes. Pasożyt roślin, powodujący powstawanie plam na liściach porażonych roślin.

## Systematyka i nazewnictwo
Pozycja w klasyfikacji według Index Fungorum: Ramularia, Mycosphaerellaceae, Capnodiales, Dothideomycetidae, Dothideomycetes, Pezizomycotina, Ascomycota, Fungi.
Synonimy:
- Cylindrosporium taraxaci (P. Karst.) J. Schröt. 1897
- Ramularia taraxaci var. epiphylla Briosi & Cavara 1904
- Ramularia taraxaci var. italica C. Massal. 1889
- Ramularia taraxaci Sacc. 1884) var. taraxaci

W piśmiennictwie polskim traktowany jako synonim Ramularia inaequalis (Preuss) U. Braun 1998 (pisownia: Ramularia inaequale (Preuss) U. Braun). Według Index  Fungorum  jednak jest to odrębny gatunek.

## Morfologia
W miejscu rozwoju grzybni na porażonych liściach roślin powstają mniej więcej okrągłe, rzadziej eliptyczne plamy o średnicy do 1 cm. Początkowo są zielonkawe, potem kolejno zielonobrązowe, brązowe, w końcu czarne. Często posiadają ciemniejszą, purpurowofioletową otoczkę. Nalot tworzy się na obydwu stronach liści.
Grzybnia rozwija się wewnątrz tkanek porażonych roślin. Konidiofory 1-3-komórkowe o długości 6–46 (–70) μm i średnicy (2–) 2,3–4,6 μm. Konidia tworzą się w łańcuszkach. Są 1–4–komórkowe, cylindryczne, elipsoidalne lub jajowate, o rozmiarach 6–46(–60) × (2–)2,3–2,5(–3,4) μm.

## Występowanie
Według źródeł polskich gatunek Ramularia inaequalis, z którym synonimizowany jest Ramularia taraxaci pasożytuje na następujących gatunkach roślin: Cichorium intybus, Hieracium alpinum, Hieracium lachenalii, Hieracium laevigatum, Hieracium pilosella, Hieracium racemosum, Hieracium sabaudum, Hieracium umbellatum, Hieracium sp. Hypochoeris radicata, Picris hieracioides, Sonchus arvensis, Sonchus sp., Taraxacum laevigatum, Taraxacum officinale. Taraxacum, sect.  Vulgaria.